# Leucobryum antillarum
Leucobryum antillarum är en bladmossart som beskrevs av W. P. Schimper och Bescherelle 1876. Leucobryum antillarum ingår i släktet Leucobryum och familjen Dicranaceae. Inga underarter finns listade i Catalogue of Life.